# レイモン・モンヴォワザン
レイモン・モンヴォワザン（Raymond Auguste Quinsac Monvoisin、1790年5月15日 - 1870年3月26日）はフランスの画家である。フランスで画家として実績を上げた後、1842年から10年ほど、南米のチリやアルゼンチンで活動し、上流階級の人々の肖像画などを描いた。

## 略歴
フランス南西部ジロンド県のボルドーに近いQuinsacという町に生まれた。ナポレオン戦争の時代に育ち父親は息子が軍人になることを望んだが、画家の道に進んだ。
ボルドーの美術学校でピエール・ラクールに1812年まで学び、ボルドーで画家として活動した後、1916年にフランス復古王政時代のパリに移り、ピエール＝ナルシス・ゲランの工房で学んだ。当時人気のあった新古典主義のスタイルで神話を題材にした作品を描いた。1819年にルーブルでの展覧会に参加し、1920年にローマでの留学資格の得られるコンクールに参加し2等になった。アカデミーから奨学金を得て1921年から1925年までローマに留学した。1825年にローマでイタリア人彫刻家、フェリーチェ・フェスタ(Felice Festa)の娘で、画家のドメニカ・フェスタ(Domenica Festa: 1805/7–1881)と結婚した。
フランスに戻ると、フランス皇太子(オルレアン公)などからも注文を受け、肖像画家として働いた。1834年にはルーブル宮殿の装飾画の注文を国王ルイ・フィリップから受け制作するが、後にルーブル美術館長になるアルフォンス・ド・カイユー(Alphonse de Cailleux: 1787–1876)から求められた修正を拒否したことからカイユーと対立した。
病気になったことや、家庭の不和で妻と別居するなどからフランスでの暮らし続ける事を嫌うようになり、肖像画を描いたパリに住むチリの外交官から誘われ、南米に移ることを決めた。1842年に多くの作品と共に南米に航海するが、天候の都合などで、チリ行きの船はアルゼンチンから先の航海を止め、モンヴォワザンはブエノスアイレスに上陸した。アルゼンチンに数か月滞在し、有力な政治家のフアン・マヌエル・デ・ロサスの肖像画を描いた。陸路で、1843年1月にチリのサンティアゴに移り、チリの指導的な階級の人々に歓迎され、肖像画家として人気を得た。チリで成功すると、1945年にペルーへ旅し鉱山に投資し、リマでも肖像画家として働いた。1946年にフランスに戻り、妻にチリに移るように説得したが成功しなかった。その後も肖像画の注文主を求めてチリやブラジルなど各国を旅し、農場も購入した。
1856年にフランスに戻った時、すでにフランスでの実績は忘れ去られていた。1870年にフランス中西部の街、ブローニュ＝ビヤンクールで貧困の中で没した。

## 作品

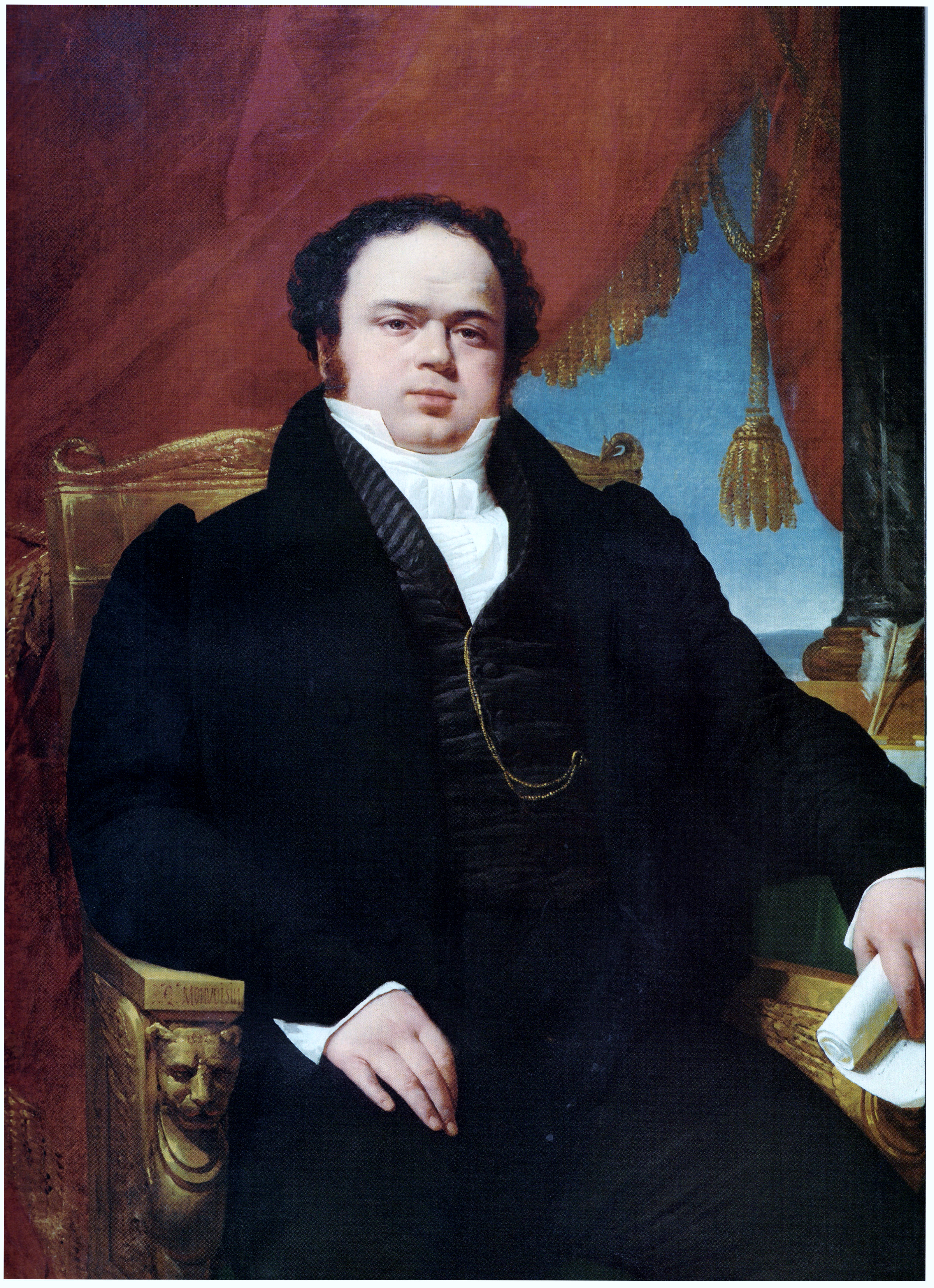
Mariano Egaña(チリの政治家)(1827)
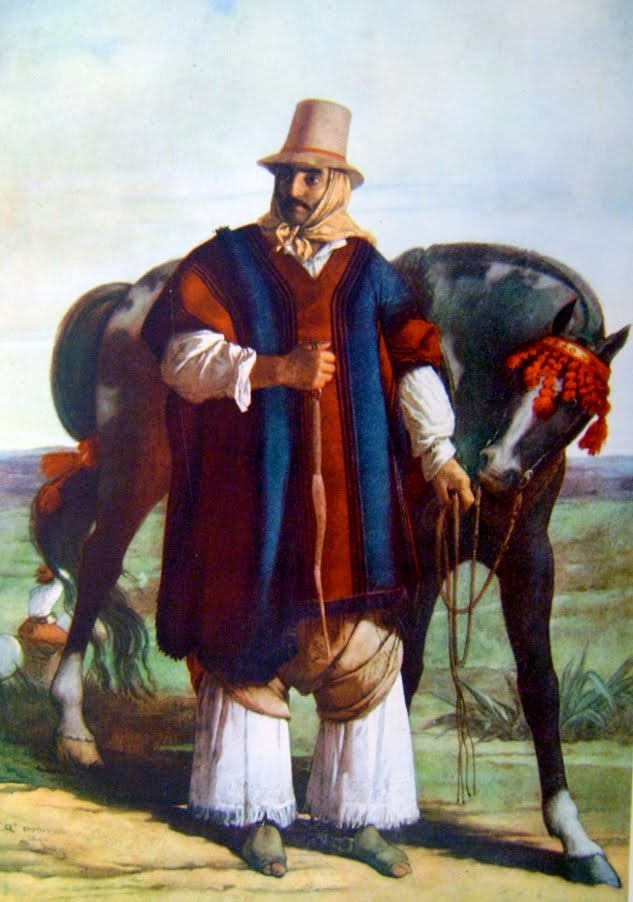
"Gaucho federal"(1847)
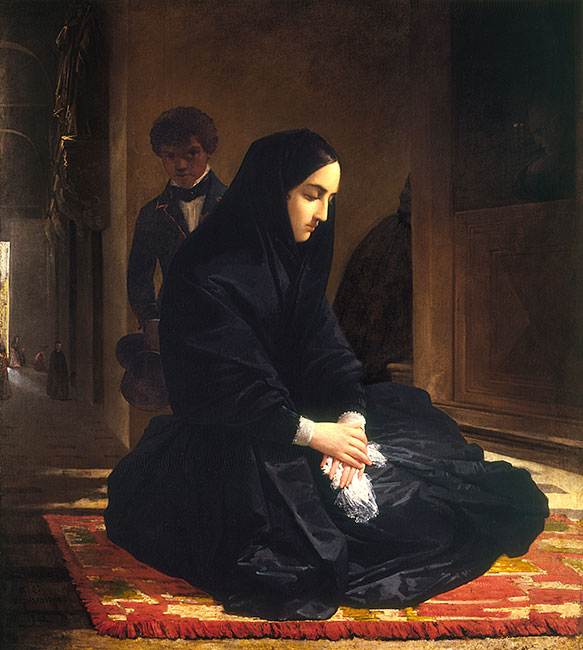
"Porteña en la iglesia o Retrato de Rosa Lastra"
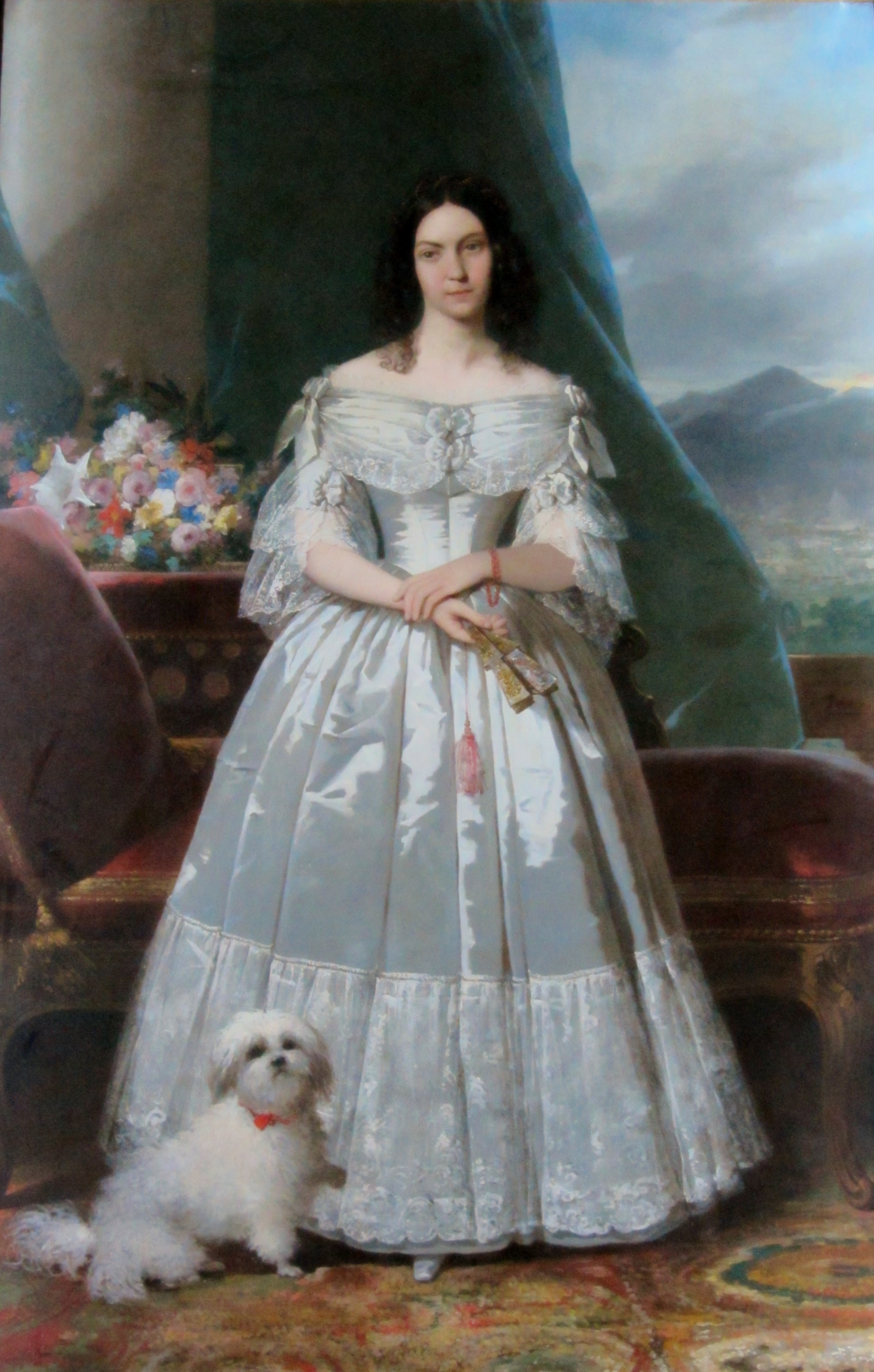
ペルーの女性